# Pseudopolycope (Pseudopolycope) intermedia
Pseudopolycope (Pseudopolycope) intermedia is een mosselkreeftjessoort uit de familie van de Polycopidae. De wetenschappelijke naam van de soort is voor het eerst geldig gepubliceerd in 1979 door Chavtur.